# Ostalbkreis
Ostalbkreis – powiat w Niemczech, w kraju związkowym Badenia-Wirtembergia, w rejencji Stuttgart, w regionie Ostwürttemberg. Stolicą powiatu jest miasto Aalen.

## Podział administracyjny
W skład powiatu wchodzi:
- dziewięć gmin miejskich (Stadt)
- 33 (pozostałe) gminy (Gemeinde)
- cztery wspólnoty administracyjne (Vereinbarte Verwaltungsgemeinschaft)
- pięć związków gmin (Gemeindeverwaltungsverband)

Miasta:
| Lp. | Nazwa miasta      | Ludność (31.12.2010) | Powierzchnia km² |
| --- | ----------------- | -------------------- | ---------------- |
| 1   | Aalen             | 66.113               | 146,63           |
| 2   | Bopfingen         | 12.167               | 77,00            |
| 3   | Ellwangen (Jagst) | 24.589               | 127,45           |
| 4   | Heubach           | 10.028               | 25,81            |
| 5   | Lauchheim         | 4.646                | 40,97            |
| 6   | Lorch             | 11.074               | 34,28            |
| 7   | Neresheim         | 8.020                | 118,56           |
| 8   | Oberkochen        | 7.799                | 23,57            |
| 9   | Schwäbisch Gmünd  | 59.654               | 113,78           |

Gminy wiejskie:
| Lp. | Nazwa gminy          | Ludność (31.12.2010) | Powierzchnia km² |
| --- | -------------------- | -------------------- | ---------------- |
| 1   | Abtsgmünd            | 7.392                | 71,60            |
| 2   | Adelmannsfelden      | 1.816                | 22,90            |
| 3   | Bartholomä           | 2.125                | 20,75            |
| 4   | Böbingen an der Rems | 4.614                | 12,23            |
| 5   | Durlangen            | 2.893                | 10,43            |
| 6   | Ellenberg            | 1.694                | 30,17            |
| 7   | Eschach              | 1.803                | 20,27            |
| 8   | Essingen             | 6.371                | 58,50            |
| 9   | Göggingen            | 2.438                | 11,38            |
| 10  | Gschwend             | 4.956                | 54,50            |
| 11  | Heuchlingen          | 1.840                | 9,04             |
| 12  | Hüttlingen           | 5.864                | 18,71            |
| 13  | Iggingen             | 2.560                | 11,44            |
| 14  | Jagstzell            | 2.401                | 37,97            |
| 15  | Kirchheim am Ries    | 1.915                | 21,05            |
| 16  | Leinzell             | 2.804                | 2,10             |
| 17  | Mögglingen           | 4.165                | 10,27            |
| 18  | Mutlangen            | 6.561                | 8,78             |
| 19  | Neuler               | 3.164                | 36,27            |
| 20  | Obergröningen        | 464                  | 5,86             |
| 21  | Rainau               | 3.300                | 25,45            |
| 22  | Riesbürg             | 2.208                | 17,96            |
| 23  | Rosenberg            | 2.593                | 41,02            |
| 24  | Ruppertshofen        | 1.833                | 14,22            |
| 25  | Schechingen          | 2.370                | 11,87            |
| 26  | Spraitbach           | 3.368                | 12,39            |
| 27  | Stödtlen             | 1.981                | 31,19            |
| 28  | Täferrot             | 1.047                | 12,00            |
| 29  | Tannhausen           | 1.835                | 17,73            |
| 30  | Unterschneidheim     | 4.600                | 68,06            |
| 31  | Waldstetten          | 7.140                | 20,95            |
| 32  | Westhausen           | 5.862                | 38,47            |
| 33  | Wört                 | 1.386                | 18,17            |

Wspólnoty administracyjne:
| Lp. | Nazwa wspólnoty administracyjnej | Ludność (31.12.2010) | Powierzchnia km² | Liczba gmin |
| --- | -------------------------------- | -------------------- | ---------------- | ----------- |
| 1   | Aalen                            | 78.348               | 223,69           | 3           |
| 2   | Bopfingen                        | 16.290               | 116,01           | 3           |
| 3   | Ellwangen (Jagst)                | 40.943               | 339,40           | 8           |
| 4   | Schwäbisch Gmünd                 | 65.516               | 134,73           | 2           |

Związki gmin:
| Lp. | Nazwa związku gmin        | Ludność (31.12.2010) | Powierzchnia km² | Liczba gmin |
| --- | ------------------------- | -------------------- | ---------------- | ----------- |
| 1   | Kapfenburg                | 10.508               | 79,44            | 2           |
| 2   | Leintal-Frickenhofer Höhe | 11.719               | 62,92            | 6           |
| 3   | Rosenstein                | 22.772               | 78,10            | 5           |
| 4   | Schwäbischer Wald         | 15.702               | 57,82            | 5           |
| 5   | Tannhausen                | 8.416                | 116,98           | 3           |